# 永定区 (張家界市)
永定区（えいてい-く）は中華人民共和国湖南省張家界市に位置する市轄区。

## 行政区画
- 街道：永定街道、大庸橋街道、西渓坪街道、官黎坪街道、南荘坪街道、崇文街道
- 鎮：新橋鎮、茅岩河鎮、教字埡鎮、天門山鎮、沅古坪鎮、尹家渓鎮、王家坪鎮
- 郷：三家館郷、合作橋郷、謝家埡郷、羅塔坪郷、羅水郷、橋頭郷、四都坪郷